# Glenview (condado de Cook, Illinois)
Glenview es una villa ubicada en el condado de Cook en el estado estadounidense de Illinois. En el Censo de 2010 tenía una población de 44 692 habitantes (un 6.4% más que en el 2000) y una densidad poblacional de 1 233,43 personas por km².

## Geografía
Glenview se encuentra ubicada en las coordenadas 42°5′6″N 87°49′37″O / 42.08500, -87.82694. Según la Oficina del Censo de los Estados Unidos, Glenview tiene una superficie total de 36,23 km², de la cual 36,12 km² corresponden a tierra firme y (0,3%) 0,11 km² es agua.

## Demografía
Según el censo de 2010, había 44 692 personas residiendo en Glenview. La densidad de población era de 1 233,43 hab./km². De los 44 692 habitantes, Glenview estaba compuesto por el 83,24% blancos, el 1,00% afroamericanos, el 0,12%  amerindios, el 12,46%  asiáticos, el 0,06%  isleños del Pacífico, el 1,53%  de otras razas y el 1,58% pertenecían a dos o más razas. Del total de la población el 5,78% eran hispanos o latinos de cualquier raza.